# Polygiton pachypus
Polygiton pachypus är en fjärilsart som beskrevs av Diakonoff 1955. Polygiton pachypus ingår i släktet Polygiton och familjen plattmalar. Inga underarter finns listade i Catalogue of Life.